# جامع حاج جودت رفعت الاسعدي
جامع حاج جودت رفعت الأسعدي من مساجد العراق الكبيرة، ويقع في محافظة أربيل عاصمة إقليم كردستان، وفيهِ مصلى واسع يتسع لأكثر من 1500 مصل، ويعلو مبنى الحرم قبة بيضوية كبيرة مزخرفة بالكاشي الملون والمزين بالآيات القرآنية، ومقابل الحرم فسحة طارمة مسقفة وساحة، وفيهِ منارة مئذنة مرتفعة بنيت على الطراز الإسلامي، وفي الحرم محراب جميل مبني داخل جدار الحرم، ومن مرفقات الجامع عدة غرف ومكتبة، وتقام في الجامع صلاة الجمعة والصلوات الخمس المكتوبة.